# Johann Strauss starší
Johann Strauss starší (14. března 1804 Vídeň – 25. září 1849 Vídeň), byl rakouský hudební skladatel. Skládal hlavně taneční hudbu – valčíky a polky. Jeho nejstarší syn, Johann Strauss mladší, pokračoval v jeho stopách a jeho sláva překročila otcovu. Skladateli byli i jeho mladší synové, Josef a Eduard.

## Životopis

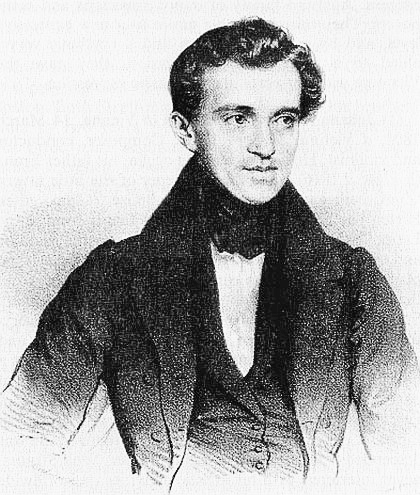
Johann Strauss starší

Johann Strauss starší se narodil v rodině majitele hostince Franze Borgiase Strausse (10. října 1764 – 5. dubna 1816) a jeho manželky Barbary Dollmann (3. prosince 1770 – 28. srpna 1811), jejichž svatba se konala dne 23. října 1797. V rodinném hostinci se od malička dostával do kontaktu s muzikanty, kteří ho zaujali. Hrát na housle se začal pravděpodobně učit sám. Matka mu zemřela na horečku, když mu bylo sedm let a otec se po dvou letech oženil s Katharinou Theresií Feldberger. Když mu bylo 12 let, jeho otec se utopil v Dunaji a Strauss byl dán do péče krejčímu Antonu Müllerovi, jenž ho nechal učit se knihařem u Johanna Lichtscheidla. Toto studium však Straussovi vůbec nevyhovovalo. Přidal se tedy do kapely Michaela Pamera, a koncem roku 1819 přestoupil k Josefu Lannerovi, který rychle poznal jeho talent. Roku 1825 se oženil s dcerou hostinského (Marií) Annou Streim (30. srpna 1801 – 23. února 1870) s níž měl do roku 1838 šest dětí:
- Johann (25. října 1825 – 3. června 1899)
- Josef (20. srpna 1827 – 22. července 1870)
- Anna (1829–1903)
- Therese (1831–1915)
- Ferdinand (1834–1834)
- Eduard (15. března 1835 – 28. prosince 1916).

V tomto období začal i komponovat. Krátce na to spolu přestali Lanner a Strauss dobře vycházet a koncem roku 1825 Strauss z orchestru odešel. Založil si vlastní orchestr, se kterým se veřejnosti představil v létě 1826. Sympatie publika si získal rychle a od roku 1827 jeho skladby začaly vycházet v tištěné podobě. Orchestr si rozšiřoval a přísně od něj vyžadoval důkladnost a dobré ladění. Pozdvihl valčík na novou uměleckou úroveň. Navíc byl i mistrem reklamy, díky čemuž se stal nejpopulárnějším muzikantem ve Vídni. V roce 1834 poprvé odešel na zahraniční turné do německých zemí, a seznámil se s o 10 let mladší Emilií Trampusch (29. července 1814 – 1865), dcerou vojenského lékaře. V roce 1837 potom do Francie a Anglie. Všude ho provázel obrovský úspěch. Od roku 1838 odešel od své manželky, a s Emilií Trampusch žil ve volném svazku až do jeho smrti, měli spolu osm dětí:
- Emilie Theresia Johanna (18. května 1835 – po roce 1870)
- Johann Wilhelm (28. května 1836 – 30. srpna 1864)
- Clementina Emilia Elisabetha Theresia (19. listopadu 1837 – po roce 1878)
- Carl Joseph (20. července 1840 – 11. srpna 1840)
- Joseph Moritz (8. ledna 1842 – 18. ledna 1842)
- Maria Wilhelmine (25. dubna 1843 – 4. listopadu 1849)
- Theresia Karolina (22. září 1844 – 2. srpna 1851)
- Wilhelmine (26. května 1846 – 8. června 1846).

Po Lannerově smrti roku 1843 se stal hudebním ředitelem dvorních bálů (K.k. Hofballmusikdirektor). V revolučním roce 1848 se sice snažil ve svém podnikání využít revoluční nálady obecenstva, ale i kvůli svému postavení se nikdy nepostavil proti habsburské moci. V srpnu 1848 navíc koncertoval pro císaře Ferdinanda a složil i slavný Radeckého pochod (německy Radetzky-Marsch), na počest maršála hraběte Josefa Václava Radeckého z Radče, který se vítězně vrátil z potlačení povstání v italských državách monarchie. Takto se otevřeně postavil na stranu císařské moci, čímž značně poklesla jeho popularita v očích veřejnosti. Po revoluci Strauss odešel z dusné atmosféry Vídně na zahraniční turné. 19. 9. 1849 měl svůj poslední koncert u Sperla. Od své nejmladší dcery se nakazil spálou a o 6 dnů později umírá na mozkovou mrtvici. Zemřel 25. září 1849.
Nejslavnější skladbou Johanna Straussa je zmíněný Radeckého pochod, který nemůže chybět ani jeden rok na programu tradičního Vídeňského Novoročního koncertu. Známe jsou také valčíky Das Leben ein Tanz, Die vier Temperamente nebo Loreley-Rheinklänge.

## Díla Johanna Strausse st. (výběr)

### Valčíky
- Täuberl-Walzer op. 1 (1826)
- Döblinger Reunion-Walzer op. 2 (1826)
- Wiener Carneval op. 3 (1827)
- Kettenbrücken-Walzer op. 4 (1827)
- Gesellschaftwalzer op. 5 (1827)
- Wiener-Launen-Walzer op. 6 (1817)
- Charmant-Walzer op. 31 (1829)
- Benifice-Walzer op. 33 (1830)
- Gute Meinung für die Tanzlust op. 34 (1830)
- Tivoli-Rutsch Walzer op. 39 (1829/30)
- Vive la Dansel op. 47 (1831)
- Heiter auch in ernster Zeit op. 48 (1831
- Das Leben ein Tanz oder Der Tanz ein Leben! Walzer op. 49 (1829)
- Bajaderen Walzer op. 53
- Mein schönster Tag in Baden op. 58 (1835)
- Die vier Temperamente op. 59 (1830)
- Gabrielen-Wlzer op. 68
- Elisabethen-Walzer op. 71 (1833)
- Rosa-Walzer op.76 (1836)
- Zweyte Walzer-Guilande op. 77 (1835)
- Huldigungs-Walzer op. 80 (1836)
- Philomelen-Walzer op. 82 (1835)
- Brüssler Spitzen op. 95 (1837)
- Ball-Racketen op. 96 (1837)
- Paris-Walzer op. 101 (1838)
- Freuden-Grüsse op. 105 (1839)
- Wiener Gemüths-Walzer op. 116 (1840)
- Cäcilien-Walzer op. 120 (1839)
- Apollo-Walzer op. 128 (1839)
- Adelaiden-Walzer op. 129 (1841)
- Egerien-Walzer op. 134 (1842)
- Loreley-Rheinklänge op. 154 (1843)
- Geheimnis aus der Wiener-Tanzwelt op. 176 (1845)
- Gerztöne-Walz op. 203
- Helenen-Walzer op. 204 (1848)
- Die Friedenstoten op. 241

### Polky
- Seufzer-Galopp op. 9 (1827)
- Chineser-Galopp op. 20 (1828)
- Einzugs-galopp op. 35 (1829)
- Sperl-Galopp op. 42 (1829)
- Fortuna-Galopp op. 69
- Reise-Galopp op. 85
- Ballnacht-Galopp op. 86
- Jugendfeuer-Galopp op. 90 (1836)
- Cachucha-Galopp op. 97 (1837)
- Indianer-Galopp op. 111
- Sperl-Polka op. 133 (1840)
- Annen-Polka op. 137 (1840)
- Salon-Polka op. 161
- Eisele und Beisele Sprünge op. 202
- Kathinka-Polka op. 218
- Wiener Kreuz-Polka op. 220
- Piefke und Pufke Polka op. 235
- Damen-Souvenir-Polka op. 236
- Alice-Polka op. 238
- Exeter Polka op. 249

### Pochody
- Radetzky Marsch op. 228 (1848)
- Jellačić Marsch op. 244 (1849)

### Čtverylka
- Jubel-Quadrille op. 130